# Excellichlamys
Excellichlamys is een geslacht van tweekleppigen uit de  familie van de Pectinidae (mantelschelpen). 

## Soorten
- Excellichlamys histrionica (Gmelin, 1791)
- Excellichlamys spectabilis (Reeve, 1853)